# Underground Troopers
Underground Troopers è un album in studio del collettivo italiano Sano Business, composto all'epoca dell'uscita dell'album da Bassi Maestro, DJ Zeta e la Cricca Dei Balordi.

## Tracce
1. CdB - Pollice su - 4'19'
2. CdB - U.G.M.C.s '98 - 5'18'
3. Bassi Maestro - L'uomo sbagliato - 2'45'
4. Rido - La mia squadra - 2'53'
5. Cush - Illigul Bizniz - 2'42'
6. Bassi Maestro - 48 x 98 - 3'27'
7. Bassi Maestro & C.d.B. - Cani e gatti - 4'42'
8. Bassi Maestro - Sempre lo stesso - 3'29'
9. CdB - Timberland boots - 4'28'
10. Pollice su (Strumentale) - 4'17'
11. Sempre lo stesso (Strumentale) - 3'29'
12. Timberland boots (Strumentale) - 3'50'